# Oligodon lungshenensis
Espèce
Statut de conservation UICN

 NT  : Quasi menacé
Oligodon lungshenensis est une espèce de serpent de la famille des Colubridae.

## Répartition
Cette espèce se rencontre en République populaire de Chine dans les provinces de Guizhou et Guangxi.

## Description
L'holotype de Oligodon lungshenensis, un mâle, mesure 233 mm dont 48 mm pour la queue.

## Classification
Le nom valide complet (avec auteur) de ce taxon est Oligodon lungshenensis Zheng & Huang, 1978.
Oligodon lungshenensis a pour synonyme :
- Oligodon guizhouensis Li, 1989

## Étymologie
Son épithète spécifique, composée de lungshen et du suffixe latin -ensis, « qui vit dans, qui habite », lui a été donnée en référence à sa localité type, Longsheng dans le Guangxi.

## Publication originale
- (en) Z.J Huang, J. Zheng et J.J. Fang, « New species of snakes », Journal of Fujian Normal University, Chine, natural Science, vol. 1978, no 2,‎ 1978, p. 91–93 (ISSN 1000-5285).